# Skuggornas barn
Skuggornas barn är den tredje boken i Maria Gripes skuggserie. Den gavs ut första gången 1986 på Bonniers juniorförlag och 1990 i en nyutgåva som är runt 100 sidor kortare än originalet.

## Handling
Berta blev hastigt tvungen att lämna Rosengåva, hemligheterna där blev för många och för svåra för henne att bära, men Axel har lovat att när tiden är mogen ska han kalla på henne igen. 
Nu går Berta hemma, väntar, längtar och saknar. Hon vet att hon måste få komma tillbaka till slottet, men vet att hon aldrig skulle kunna dyka upp där oinbjuden.
Under hösten lär Berta även känna Ingeborg, som spelar violin och brinner för välgörenhet, de utvecklar en vänskap som förändrar Berta på många sätt.

## Maria Gripes skuggserie
- 1982 Skuggan över stenbänken
- 1984 ...och de vita skuggorna i skogen
- 1986 Skuggornas barn
- 1988 Skuggömman

## Filmatisering
Skuggserien har blivit filmad som TV-serie under namnet Flickan vid stenbänken 1989, serien skildrar de tre första böckerna.